# 谢尔-沙布勒
谢尔-沙布勒（法語：Cheyres-Châbles，法語發音：[ʃɛʁ ʃabl]）是瑞士弗里堡州的一个市镇。该市镇于2017年由原市镇谢尔和沙布勒合并而成。